# Focus Features
A Focus Features LLC egy amerikai filmgyártó és -forgalmazó vállalat, amely a Comcast tulajdonában van, a teljes tulajdonú leányvállalatának, az NBCUniversalnak a Universal Pictures részlegén keresztül. A Focus Features független és külföldi filmeket forgalmaz az Amerikai Egyesült Államokban és nemzetközi szinten.
2018 novemberében a The Hollywood Reporter az év forgalmazójának választotta a Focus Features-t az év áttörő dokumentumfilmje, a Won't You Be My Neighbor? és Spike Lee Csuklyások – BlacKkKlansman című filmje után elért sikereiért. A stúdió eddigi legsikeresebb filmje a Downton Abbey, amely világszerte 194,3 millió dollárt hozott a kasszáknál.

## Történet
A Focus Features az USA Films, a Universal Focus és a Good Machine 2002-es divíziós egyesüléséből jött létre. Az USA Films-t Barry Diller hozta létre 1999-ben, amikor megvásárolta a Seagramtól az October Films és a Gramercy Pictures cégeket, és egyesítette a két vállalatot.
2004 márciusában a Focus Features újraindította a Rogue Pictures című műfaji kiadót.
2014-ben a FilmDistrict egyesült a Focus-szal, és a High Top Releasing kereskedelmi névre változott. 2015 májusában a Gramercy Pictures-t a Focus felélesztette, mint műfaji kiadót, amely akció-, sci-fi- és horrorfilmekkel foglalkozott.
2016 februárjában a Focus egyesült a Universal Pictures Internationalnel egy új stratégia részeként, amelynek célja "a speciális filmek beszerzésének és gyártásának összehangolása a globális piacon".
2017 áprilisában a Vine Alternative Investments visszavásárolta a Focus Features 2008 előtti Rogue filmtárát.

### Focus World
2011 augusztusában a Focus Features elindította a Focus World nevű kiadót, amely a video on demand piacra összpontosít, és a kezdeti tervek szerint évente 15 filmet fog forgalmazni, havonta egy filmet.

## Forgalmazók

### Ausztrália
- Roadshow Entertainment (2003-2009)
- Icon Film Distribution (2004-2012)
- Universal Pictures (2006-tól napjainkig)

### Egyesült Királyság
- Momentum Pictures (jelenleg Entertainment One) (2006-2014)
- Entertainment Film Distributors (2002-2008)
- Universal Pictures (2006-tól napjainkig)

### Egyesült Államok
- Universal Pictures
- Sony Pictures Worldwide Acquisitions (FilmDistrict/Insidious films)

### Kanada
- Entertainment One
- Alliance Films
- Universal Pictures

Forgalmazóként a Focus eddigi legsikeresebb észak-amerikai bemutatója a 2019-es Downton Abbey című film, amely az első hétvégén 84,5 millió dollárt hozott a kasszáknál, és megelőzte a Brokeback Mountain – Túl a barátságon-t, amely 83 millió dollárt hozott az észak-amerikai jegypénztáraknál. Ez azonban nem tartalmazza a Traffic hazai összbevételét, amely az USA Films égisze alatt 124,1 millió dollárt hozott. A Coraline és a titkos ajtó című animációs film (amelyet a Focus nem gyártott, de forgalmazott) szintén nagy nyereséget hozott a cégnek. Bár a Focus a sikertelen megjelenések ellenére is állandóan nyereséges volt, és nemzetközi értékesítési részlege (ami szokatlan a stúdiók speciális filmes részlegei között) lehetővé teszi, hogy a külföldi és a belföldi bevételek mellett a megjelenésekből származó bevételeket is megkapja. DVD- és filmjogokból származó bevételeit olyan kultikus klasszikusok növelik, mint a Gyagyák a gatyában, avagy tudom, kit fűztél tavaly nyáron.